# (37371) 2001 VR27
2001 VR27 (asteroide 37371) é um asteroide da cintura principal. Possui uma excentricidade de 0.28005280 e uma inclinação de 15.21633º.
Este asteroide foi descoberto no dia 9 de novembro de 2001 por LINEAR em Socorro.